# Dear Mr. President

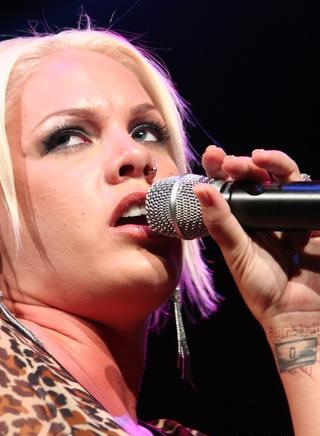
P!nk

Dear Mr. President is een nummer van P!nk, met medewerking van de groep Indigo Girls. Het nummer is een kritische open brief aan de Amerikaanse president George W. Bush over onder meer de oorlog in Irak en LGBTQ+-rechten.

## Hitnoteringen

### Nederlandse Top 40
| Hitnotering: 12-05-2007 t/m 19-05-2007 | Hitnotering: 12-05-2007 t/m 19-05-2007 | Hitnotering: 12-05-2007 t/m 19-05-2007 | Hitnotering: 12-05-2007 t/m 19-05-2007 |
| Week:                                  | 01                                     | 02                                     |                                        |
| -------------------------------------- | -------------------------------------- | -------------------------------------- | -------------------------------------- |
| Positie:                               | 39                                     | 37                                     | uit                                    |

### NederlandseSingle Top 100
| Hitnotering: 28-04-2007 t/m 23-06-2007 | Hitnotering: 28-04-2007 t/m 23-06-2007 | Hitnotering: 28-04-2007 t/m 23-06-2007 | Hitnotering: 28-04-2007 t/m 23-06-2007 | Hitnotering: 28-04-2007 t/m 23-06-2007 | Hitnotering: 28-04-2007 t/m 23-06-2007 | Hitnotering: 28-04-2007 t/m 23-06-2007 | Hitnotering: 28-04-2007 t/m 23-06-2007 | Hitnotering: 28-04-2007 t/m 23-06-2007 | Hitnotering: 28-04-2007 t/m 23-06-2007 | Hitnotering: 28-04-2007 t/m 23-06-2007 |
| Week:                                  | 1                                      | 2                                      | 3                                      | 4                                      | 5                                      | 6                                      | 7                                      | 8                                      | 9                                      |                                        |
| -------------------------------------- | -------------------------------------- | -------------------------------------- | -------------------------------------- | -------------------------------------- | -------------------------------------- | -------------------------------------- | -------------------------------------- | -------------------------------------- | -------------------------------------- | -------------------------------------- |
| Positie:                               | 73                                     | 76                                     | 79                                     | 65                                     | 57                                     | 43                                     | 68                                     | 79                                     | 83                                     | uit                                    |

### VlaamseUltratop 50
| Hitnotering: 30-12-2006 t/m 09-06-2007 | Hitnotering: 30-12-2006 t/m 09-06-2007 | Hitnotering: 30-12-2006 t/m 09-06-2007 | Hitnotering: 30-12-2006 t/m 09-06-2007 | Hitnotering: 30-12-2006 t/m 09-06-2007 | Hitnotering: 30-12-2006 t/m 09-06-2007 | Hitnotering: 30-12-2006 t/m 09-06-2007 | Hitnotering: 30-12-2006 t/m 09-06-2007 | Hitnotering: 30-12-2006 t/m 09-06-2007 | Hitnotering: 30-12-2006 t/m 09-06-2007 | Hitnotering: 30-12-2006 t/m 09-06-2007 | Hitnotering: 30-12-2006 t/m 09-06-2007 | Hitnotering: 30-12-2006 t/m 09-06-2007 | Hitnotering: 30-12-2006 t/m 09-06-2007 |
| Week:                                  | 1                                      | 2                                      | 3                                      | 4                                      | 5                                      | 6                                      | 7                                      | 8                                      | 9                                      | 10                                     | 11                                     | 12                                     | 13                                     |
| -------------------------------------- | -------------------------------------- | -------------------------------------- | -------------------------------------- | -------------------------------------- | -------------------------------------- | -------------------------------------- | -------------------------------------- | -------------------------------------- | -------------------------------------- | -------------------------------------- | -------------------------------------- | -------------------------------------- | -------------------------------------- |
| Positie:                               | 3                                      | 1                                      | 1                                      | 1                                      | 2                                      | 1                                      | 2                                      | 3                                      | 4                                      | 5                                      | 6                                      | 10                                     | 15                                     |
| Week:                                  | 14                                     | 15                                     | 16                                     | 17                                     | 18                                     | 19                                     | 20                                     | 21                                     | 22                                     | 23                                     | 24                                     |                                        |                                        |
| Positie:                               | 19                                     | 28                                     | 29                                     | 30                                     | 31                                     | 35                                     | 39                                     | 45                                     | 42                                     | 40                                     | 47                                     | uit                                    |                                        |

### NPO Radio 2 Top 2000
| Nummer met noteringen in de NPO Radio 2 Top 2000 | '19  | '20  | '21  | '22  | '23  | '24  |
| ------------------------------------------------ | ---- | ---- | ---- | ---- | ---- | ---- |
| Dear Mr. President                               | 1187 | 1376 | 1638 | 1791 | 1685 | 1827 |

1. ↑  Een vetgedrukt getal geeft de hoogste notering aan.
2. ↑  2019 was het eerste jaar met een notering voor dit nummer.